# Rivalidad Sharápova-Clijsters
La Rivalidad Sharápova-Clijsters es aquella que se dio entre dos tenistas profesionales. María Sharápova de Rusia y Kim Clijsters de Bélgica. Fue una de las grandes rivalidades de la década del 2000, hasta el posterior retiro definitivo de la belga en el 2012. Ellas se han enfrentado entre sí en partidos oficiales unas 9 veces, la más reciente en los cuartos de final en Juegos Olímpicos de Londres 2012, siendo Kim Clijsters la que lidera el historial por 5-4.
La particularidad de esta rivalidad es que ambas son Campeonas de Grand Slam y ambas fueron N° 1 del Mundo en el Ranking de la WTA en la modalidad de Individuales, además de que ambas son campeonas del Abierto de Australia, y del Abierto de los Estados Unidos.

## Comparación de Actuaciones en Grand Slam
| G | F | SF | CF | #R | RR | C# | A | G | F-S | SF-B | NC |

- Negrita = Las jugadoras se enfrentaron durante este Torneo